# اکسنینگ
اکسنینگ (به انگلیسی: Exning) یک روستا و محله مدنی در بریتانیا است که در Forest Heath واقع شده‌است. اکسنینگ ۱٬۹۶۰ نفر جمعیت دارد.